# Navadna turška detelja
Navadna turška detelja (znanstveno ime Onobrychis viciifolia) je zelnata trajnica iz družine metuljnic.

## Opis
Navadna turška detelja ima do 60 cm visoka stebla, ki so po večini razrasla. Listi so enkrat pernato deljeni na eliptične do suličaste lističe. Skupaj merijo do 15 cm. Na spodnji strani so poraščeni s kratkimi, gostimi dlačicami. Cvetovi so dolgi do 15 mm, rožnate, vijolične do rdeče barve in združeni v pecljata klasasta socvetja. Plod je do 1 cm dolg, na robovih nazobčan polkrožen strok, v katerem so nanizana temna semena.
Razširjena je po apnenčastih suhih travnikih in košenicah po Evropi, kjer cveti od maja do avgusta.